# Karel Van Miert
Karel A.L.H. Van Miert (ur. 17 stycznia 1942 w Oud-Turnhout w okręgu Halle-Vilvoorde, zm. 22 czerwca 2009 w Beersel w prowincji Antwerpia) – belgijski i flamandzki polityk, w latach 1989–1999 członek Komisji Europejskiej.

## Życiorys
Ukończył studia na Uniwersytecie Gandawskim. Pracował w administracji państwowej i partyjnej. W 1977 doszedł do stanowiska przewodniczącego belgijskich socjalistów, partii BSP/PSB, która rok później podzieliła się na walońską PS i flamandzką Partię Socjalistyczną. Drugą z nich Karel Van Miert kierował do 1989.
Od 1979 do 1985 sprawował mandat posła do Parlamentu Europejskiego. Następnie do 1988 był deputowanym federalnej Izby Reprezentantów.
Od 1989 do 1993 pełnił funkcję komisarza ds. transportu i ochrony środowiska w Komisji Europejskiej Jacques’a Delorsa. Następnie do 1999 zajmował stanowisko komisarza ds. konkurencji w KE kierowanej przez Jacques’a Santera. Bronił europejskich interesów przy fuzji amerykańskich koncernów lotniczych, brał udział w opracowaniu planu ratowania banku Crédit Lyonnais. Opublikował pracę Markt, Macht, Wettbewerb. Meine Erfahrungen als Kommissar in Brüssel (DVA, Stuttgart 2000, ISBN 3-421-05384-7). Wykładał później na Nyenrode Business Universiteit.
22 czerwca 2009 zmarł po upadku z drabiny w trakcie wykonywania prac we własnym ogrodzie.